# ۶۴۴ (پیش از میلاد)
۶۴۴ (پیش از میلاد) ۶۴۴مین سال قبل از تقویم میلادی است.